# Тибетская саджа
Тибе́тская саджа́ (лат. Syrrhaptes tibetanus) — степная птица из рода саджи семейства рябковых.
Вид распространён в горах Центральной Азии (Тибет, Куньлунь, Циляньшань, Гималаи, Тянь-Шань и т. д.). Встречается на каменистых плато на высоте 3600—6000 метров над уровнем моря. В Тибете он также встречается в широких засушливых долинах, в озёрных впадинах и в песчаных регионах, где растут травы. Он часто оседает на краю заснеженных пространств.
Птица длиной до 30—41 см, массой 300—400 г. с маленькой, похожей на голубя головой и шеей, но крепким и компактным телом. У него длинные остроконечные крылья и остроконечный хвост. У него оранжевое лицо, изящная серая грудка, шея и макушка, белый живот и чёрные крылья. Белое брюхо и тёмные подкрылья являются отличительными признаками от родственного вида — саджи, с которым его ареал перекрывается.
Живёт в каменистых пустынях неподалеку от водоёмов. Держится в стаях численностью от 5 до 100 птиц. Питается семенами, цветами, зелёными частями растений. Размножается с мая по июнь на засушливых каменистых плато. Гнездовье, как правило, выбирается у вершины хребта с подветренной стороны. Гнездо — простая выемка в земле, в которую откладывается три бледно-коричневых эллиптических яйца. Птенцы покидают гнездо сразу, как только обсохнут.